# Малый Берёзный
Ма́лый Берёзный (венг. Kisberezna, укр. Малий Березний) — село в Дубриничско-Малоберезнянской сельской общине Ужгородского района Закарпатской области Украины. Расположено недалеко от границы со Словакией. Вблизи села находится кордон Малый Березный — Убля на границе.
Омывают село две реки: Уж и Ублянка. В селе более 400 одно-, двух-и многоэтажных домов. Также есть начальная школа, детсад, дом культуры, библиотека, семейная амбулатория, отделение связи. Также в селе на горе Дилок возвышается Святониколаевский монастырь.
Уроженцами Малого Березного являются М. М. Ганич — доктор медицинских наук, профессор; П. П. Козак — кандидат физико-математических наук, Ю. В. Заяц — кандидат биологических наук, доктор филологических наук И. П. Мегела.

## История
Первое упоминание датируется 1427 годом.
В 1910 году население составляло 1006 жителей: 85 венгров, 116 немцев, 798 русин и 123 еврея. 79 жителей были католиками, 787 — грекокатоликами.